# Carlos Vélez
Carlos Vélez (León, 5 de julio de 1930 - Madrid, 26 de octubre de 2014) fue un intelectual, guionista, crítico literario y presentador de televisión español.
En los años 70 empieza a trabajar en Televisión Española en espacios como Hora Once, logrando especial relevancia como director, presentador y guionista del programa cultural Encuentros con las letras, emitido entre 1976 y 1981.
Tres años después de su fallecimiento su hija, la también escritora Lea Vélez, publica La Olivetti, el espía y el loro, libro en el que narra la trastienda del programa Encuentros con las letras y en el que su madre, María Luisa Martín, llevaba el gabinete de prensa desde la cocina de su casa.
Fue hijo del político Fernando González Vélez.